# Equality Act 2010
 (septembre 2020).
L'Equality Act 2010 est une loi du Parlement du Royaume-Uni dont l'objectif principal est de consolider, mettre à jour et compléter les nombreuses lois et réglementations antérieures qui ont constitué la base de la législation anti-discrimination en Grande-Bretagne (Royaume-Uni sans Irlande du Nord). Il s'agit principalement de la loi sur l'égalité des salaires de 1970, de la loi sur la discrimination sexuelle de 1975, de la loi sur les relations raciales de 1976, de la loi sur la discrimination fondée sur le handicap de 1995 et de trois grands instruments statutaires protégeant la discrimination dans l'emploi fondée sur la religion ou les convictions, l'orientation sexuelle et l'âge. Ces caractéristiques s'appellent protected characteristics.